# Lexus Nottingham Open 2025
Lexus Nottingham Open 2025 byl kombinovaný tenisový turnaj mužského okruhu ATP Challenger Tour a ženského okruhu WTA Tour, hraný v Nottinghamském tenisovém centru. Dvacátý devátý ročník Nottingham Open mužů a čtrnáctý žen probíhal mezi 16. a 22. červnem 2025 v britském Nottinghamu na travnatých dvorcích. Titulárním partnerem britské travnaté sezóny, vyjma turnaje v londýnském Queen's Clubu, se poprvé stala výrobní divize Lexus z koncernu Toyota.
Mužská polovina s rozpočtem 181 250 eur byla součástí okruhu ATP Challenger Tour v nejvyšší Category 125. Ženská část dotovaná 275 094 dolary patřila do kategorie WTA 250. Nejvýše nasazenými singlisty se stali stý první hráč světa Marin Čilić z Chorvatska a světová jednadvacítka Beatriz Haddad Maiová z Brazílie. Jako poslední přímí účastníci se do dvouher v době uzavření přihlášek kvalifikovali, francouzský 147. tenista pořadí Pierre-Hugues Herbert a 56. žena klasifikace Polina Kuděrmetovová, která se odhlásila. V důsledku invaze Ruska na Ukrajinu na konci února 2023 řídící organizace tenisu ATP, WTA a ITF s grandslamy rozhodly, že ruští a běloruští tenisté mohli dále na okruzích startovat, ale do odvolání nikoli pod vlajkami Ruska a Běloruska.
Čtvrtý singlový challenger vyhrál 36letý Marin Čilić, který se na tomto okruhu stal nejstarším vítězem travnatého turnaje. Třetí titul z dvouhry okruhu WTA Tour vybojovala 25letá Američanka McCartney Kesslerová. Po skončení debutovala ve světové čtyřicítce, na 32. místě žebříčku. Druhou párovou trofej na challengerech získali Mexičan Santiago González s Američanem Austinem Krajickem. Ženský debl ovládly Brazilka Beatriz Haddad Maiová s Němkou Laurou Siegemundovou, čímž dosáhly na první společný titul.

## Rozdělení bodů a finančních odměn

### Rozdělení bodů
| Soutěž       | Soutěž       | vítězové | finalisté | semifinalisté | čtvrtfinalisté | 16 v kole | 32 v kole | Q  | Q2 | Q1 |
| ------------ | ------------ | -------- | --------- | ------------- | -------------- | --------- | --------- | -- | -- | -- |
| dvouhra mužů | [ 7 ] [ 15 ] | 125      | 64        | 35            | 16             | 8         | 0         | 5  | 3  | 0  |
| čtyřhra mužů | [ 16 ]       | 125      | 75        | 45            | 25             | 0         | —         | —  | —  | —  |
| dvouhra žen  | [ 6 ] [ 17 ] | 250      | 163       | 98            | 54             | 30        | 1         | 18 | 12 | 1  |
| čtyřhra žen  | [ 18 ]       | 250      | 163       | 98            | 54             | 1         | —         | —  | —  | —  |

### Finanční odměny
| Soutěž                                  | Soutěž       | vítězové | finalisté | semifinalisté | čtvrtfinalisté | 16 v kole | 32 v kole | Q2    | Q1    |
| --------------------------------------- | ------------ | -------- | --------- | ------------- | -------------- | --------- | --------- | ----- | ----- |
| dvouhra mužů                            | [ 7 ] [ 15 ] | 20 300 € | 11 955 €  | 7 075 €       | 4 120 €        | 2 420 €   | 1 465 €   | 730 € | 370 € |
| dvouhra žen                             | [ 6 ] [ 17 ] | 25 740 € | 15 150 €  | 9 015 €       | 5 235 €        | 3 055 €   | 1 890 €   | 870 € | 435 € |
| čtyřhra mužů                            | [ 16 ]       | 9 010 €  | 5 220 €   | 3 140 €       | 1 840 €        | 1 050 €   | —         | —     | —     |
| čtyřhra žen                             | [ 18 ]       | 13 200 $ | 7 430 $   | 4 260 $       | 2 540 $        | 1 960 $   | —         | —     | —     |
| částky ve čtyřhrách jsou uvedeny na pár |              |          |           |               |                |           |           |       |       |

## Mužská dvouhra

### Nasazení
| Stát                          | Hráč                | ATP  | Nasazení |
| ----------------------------- | ------------------- | ---- | -------- |
| Itálie                        | Luca Nardi          | 98.  | 1.       |
| Chorvatsko                    | Marin Čilić         | 104. | 2.       |
| USA                           | Brandon Holt        | 106. | 3.       |
| USA                           | Christopher Eubanks | 107. | 4.       |
| Kolumbie                      | Daniel Elahi Galán  | 110. | 5.       |
| Chile                         | Tomás Barrios Vera  | 111. | 6.       |
| Francie                       | Arthur Cazaux       | 113. | 7.       |
| USA                           | Tristan Boyer       | 115. | 8.       |
| Žebříček ATP k 9. červnu 2024 |                     |      |          |

### Jiné formy účasti
Následující hráči obdrželi divokou kartu:
- George Loffhagen
- Ryan Peniston
- Jack Pinnington Jones

Následující hráči nastoupil pod žebříčkovou ochranou:
- Lloyd Harris

Následující hráči obdrželi zvláštní výjimku:
- Šintaró Močizuki
- Marco Trungelliti

Následující hráč nastoupil díky programu Next Gen pro hráče do 20 let jako člen Top 350:
- Nicolai Budkov Kjær

Následující hráči postoupili z kvalifikace:
- Jan Choinski
- Arthur Fery
- Matteo Gigante
- Hugo Grenier
- James McCabe
- James Trotter

Následující hráči postoupili z kvalifikace jako šťastní poražení:
- Colton Smith
- Eliot Spizzirri

## Mužská čtyřhra

### Nasazení
| Stát                                                                                   | Hráč              | Stát      | Hráč               | ATP  | Nasazení |
| -------------------------------------------------------------------------------------- | ----------------- | --------- | ------------------ | ---- | -------- |
| Mexiko                                                                                 | Guido Andreozzi   | Francie   | Théo Arribagé      | 103. | 1.       |
| Mexiko                                                                                 | Santiago González | USA       | Austin Krajicek    | 109. | 2.       |
| Brazílie                                                                               | Fernando Romboli  | Austrálie | John-Patrick Smith | 110. | 3.       |
| Uruguay                                                                                | Ariel Behar       | Belgie    | Joran Vliegen      | 111. | 4.       |
| Žebříček ATP k 9. červnu 2025; číslo je součtem žebříčkového postavení obou členů páru |                   |           |                    |      |          |

### Jiné formy účasti
Následující páry obdržely divokou kartu:
- Oliver Bonding /  Ryan Peniston
- Lui Maxted /  Connor Thomson

Následující pár nastoupil z pozice náhradníka:
- Jaime Faria /  Džívan Nedunčežijan

## Ženská dvouhra

### Nasazení
| Stát                          | Hráčka                | WTA | Nasazení |
| ----------------------------- | --------------------- | --- | -------- |
| Brazílie                      | Beatriz Haddad Maiová | 22. | 1.       |
| Dánsko                        | Clara Tausonová       | 23. | 2.       |
| Belgie                        | Elise Mertensová      | 25. | 3.       |
| Kazachstán                    | Julia Putincevová     | 27. | 4.       |
| Kanada                        | Leylah Fernandezová   | 30. | 5.       |
| Polsko                        | Magda Linetteová      | 31. | 6.       |
| Česko                         | Linda Nosková         | 32. | 7.       |
| Spojené království            | Katie Boulterová      | 34. | 8.       |
| Srbsko                        | Olga Danilovićová     | 38. | 9.       |
| Žebříček WTA k 9. červnu 2025 |                       |     |          |

### Jiné formy účasti
Následující hráčky obdržely divokou kartu:
- Harriet Dartová
- Francesca Jonesová
- Hannah Klugmanová
- Mingge Xuová

Následující hráčky nastoupily pod žebříčkovou ochranou:
- Petra Kvitová
- Ču Lin

Následující hráčka měla obdržet zvláštní výjimku:
- Tatjana Mariová

Následující hráčky postoupily z kvalifikaceová:
- Alexandra Ealaová
- Léolia Jeanjeanová
- Kamilla Rachimovová
- Antonia Ružićová
- Aljaksandra Sasnovičová
- Laura Siegemundová

Následující hráčky postoupily z kvalifikace jako šťastné poražené:
- Cristina Bucșová
- Julija Starodubcevová
- Anca Todoniová

### Odhlášení
před zahájením turnaje
- Elina Avanesjanová → nahradila ji  Kimberly Birrellová
- Polina Kuděrmetovová → nahradila ji  Suzan Lamensová
- Petra Kvitová → nahradila ji  Julija Starodubcevová
- Tatjana Mariová → nahradila ji  Cristina Bucșová
- Elise Mertensová → nahradila ji  Anca Todoniová
- Alycia Parksová → nahradila ji Anna Blinkovová
- Anastasija Pavljučenkovová → nahradila ji  Katie Volynetsová

## Ženská čtyřhra

### Nasazení
| Stát                                                                                   | Hráčka                | Stát     | Hráčka             | WTA | Nasazení |
| -------------------------------------------------------------------------------------- | --------------------- | -------- | ------------------ | --- | -------- |
| Čínská Tchaj-pej                                                                       | Sie Šu-wej            | Čína     | Čang Šuaj          | 27. | 1.       |
|                                                                                        | Irina Chromačovová    | Maďarsko | Fanny Stollárová   | 64. | 2.       |
| Brazílie                                                                               | Beatriz Haddad Maiová | Německo  | Laura Siegemundová | 64. | 3.       |
| Kazachstán                                                                             | Anna Danilinová       | Japonsko | Ena Šibaharaová    | 68. | 4.       |
| Žebříček WTA k 9. červnu 2025; číslo je součtem žebříčkového postavení obou členů páru |                       |          |                    |     |          |

### Jiné formy účasti
Následující páry obdržely divokou kartu:
- Jodie Burrageová /  Sonay Kartalová
- Hannah Klugmanová /  Mika Stojsavljevicová

## Přehled finále

### Mužská dvouhra
- Marin Čilić vs.  Šintaró Močizuki 6–2, 6–3

### Ženská dvouhra
- McCartney Kesslerová vs.  Dajana Jastremská, 6–4, 7–5

### Mužská čtyřhra
- Santiago González /  Austin Krajicek vs.  Fernando Romboli /  John-Patrick Smith, 7–6(7–2), 6–4

### Ženská čtyřhra
- Beatriz Haddad Maiová /  Laura Siegemundová vs.  Anna Danilinová /  Ena Šibaharaová, 6–3, 6–2